# Eugenio Álvarez Dumont
Eugenio Álvarez Dumont (Túnez, 1864-Buenos Aires 1927) fue un pintor español especializado en temas de guerra, principalmente la Guerra de Independencia española, orientalistas y costumbristas. Hermano del también pintor César Álvarez Dumont.

## Biografía

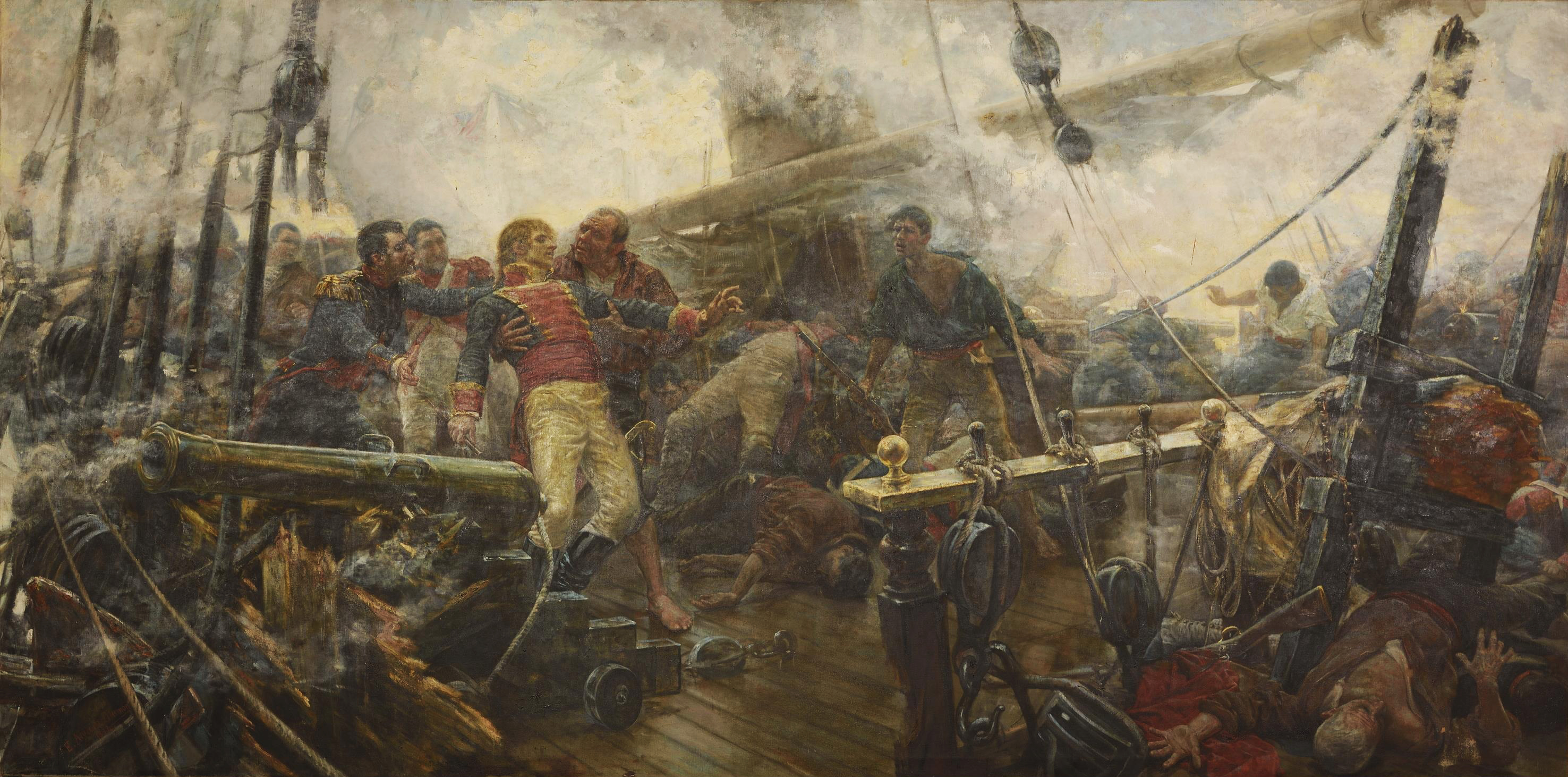
Muerte de Churruca, por Eugenio Álvarez Dumont, Museo del Prado (depositado en el Instituto Cabrera Pinto de La Laguna, Tenerife)

Se formó en la Escuela de Bellas Artes de San Fernando (Madrid) y más tarde en la Academia de España y la Academia Chigi de Roma. Recibe una calificación honorífica por uno de sus primeros bocetos como pensionado en Roma: La muerte de Churruca.
En 1898 viajó al norte de África con su hermano César, pintando temas orientalistas. Más tarde se trasladó a París y por último a Madrid, donde se dedicó a la docencia y se especializó en temas costumbristas y militares.
Posiblemente su obra más difundida sea la representación del primer izamiento de la bandera naciional, que fue reproducida en los billetes de 10.000 m$n (1983) y $10 (2014)
En 1906 expone obras suyas como parte de la IV Exposición de Arte Español del marchante bonaerense Pinelo. En 1910 es invitado a participar en la exposición de arte español con motivo del Centenario de la ciudad de Buenos Aires, si bien los resultados económicos no fueron todo lo provechosos que hubiese deseado.